# Tripoplax lindbergi
Tripoplax lindbergi is een keverslakkensoort uit de familie van de Ischnochitonidae. De wetenschappelijke naam van de soort is voor het eerst geldig gepubliceerd in 1952 door Jakovleva.